# 弗盧赫特山 (本寧阿爾卑斯山脈)
46°01′18″N 07°54′52″E / 46.02167°N 7.91444°E

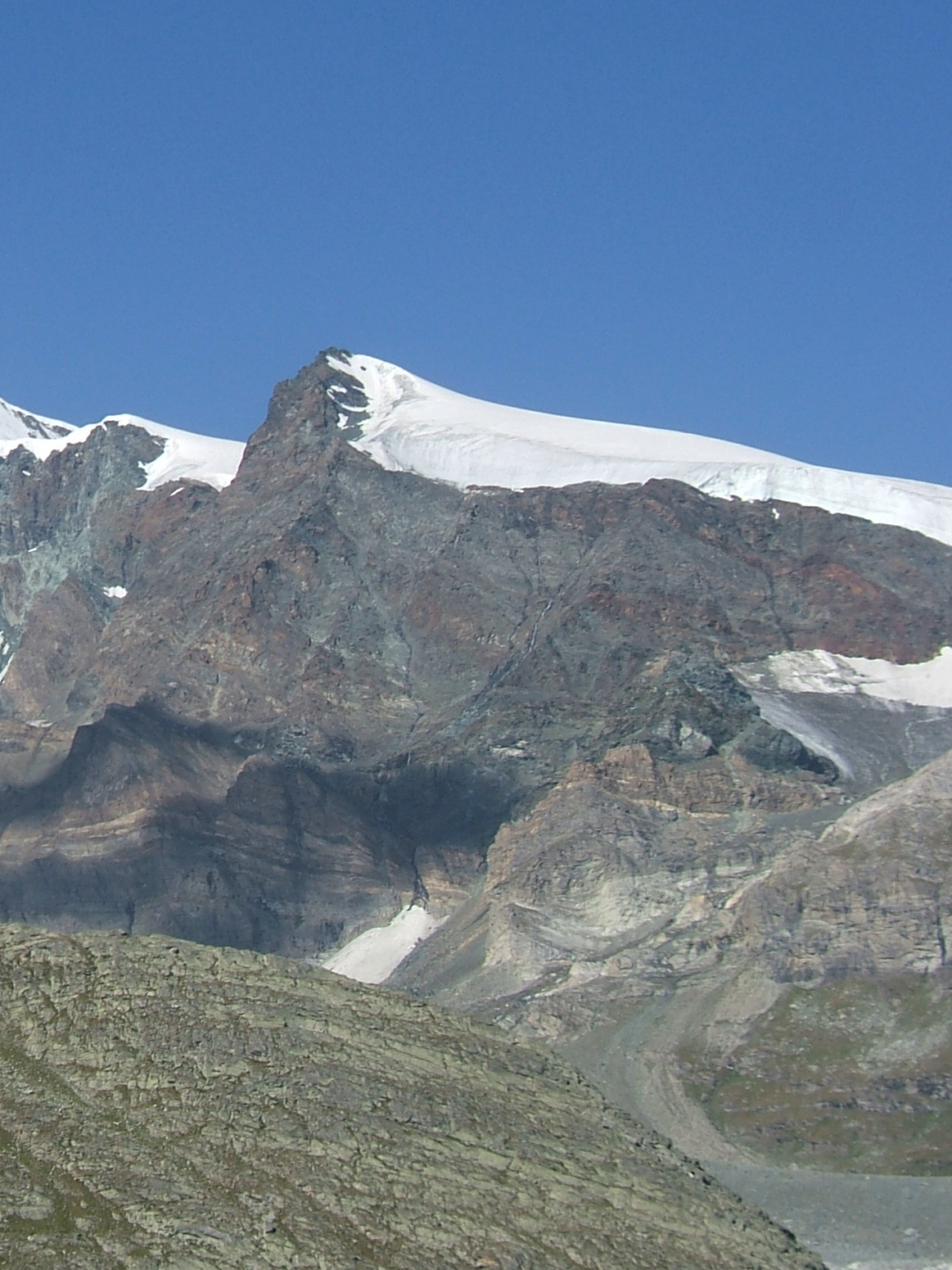

弗盧赫特山（Fluchthorn），是瑞士的山峰，位於該國西南部，由瓦萊州負責管轄，屬於本寧阿爾卑斯山脈的一部分，海拔高度3,795米，每年平均降雨量1,358毫米。